# プラタイア
プラタイア（古希: Πλάταια, Plataia） もしくは プラタイアイ（古希: Πλαταιαί, Plataiai）は、古代ギリシアのボイオーティア地方にあった都市国家のひとつである。テーバイ南方、アッティカ地方との境近くに位置した。
反テーバイ・親アテナイの姿勢をとり、マラトンの戦い（紀元前490年）ではアテナイとともにペルシアを打ち破った。また、プラタイアの戦い（紀元前479年）はこの地で行われた。ペロポネソス戦争中に紀元前428年にテーバイとスパルタによって破壊された。
現代ギリシャ語ではプラテエス（ギリシア語: Πλαταιές）と呼ばれ、ティーヴァ市に属する一地区である。

## 歴史

### アテナイとの同盟
ヘロドトスによれば、プラタイアの人々はボイオーティアにおけるテーバイの覇権を受け入れることを望まず、自らスパルタに従属することを申し出たという。スパルタはこれを断り、ボイオーティアとアテナイとの不和を引き起こすことを策して、プラタイアとアテナイとの同盟を勧めた。プラタイアはこの勧めに従ってアテナイに代表団を送り、アテナイは提案を受け入れた。
プラタイアがアテナイと同盟を結んだことを知ったテーバイは、プラタイアに軍を差し向けたが、アテナイ軍と対戦することとなった。コリントスが調停に乗り出した結果、ひとたびはテーバイとプラタイアの境界を定める合意が結ばれ、テーバイはボイオーティア同盟に組み込まれることを望まない都市に干渉しない約束を行った。しかしながらコリントス人が去った後、帰国の途についたアテナイ人たちはボイオーティア人によって襲われた。再燃した戦いにアテナイは勝利し、テーバイとプラタイアの境界として、アソプス川が定められた。アテナイの後援を受けることによって、プラタイアは隣国による支配を逃れ、みずからの自由を守ることができた。

### ペルシャ戦争とプラタイアの戦い

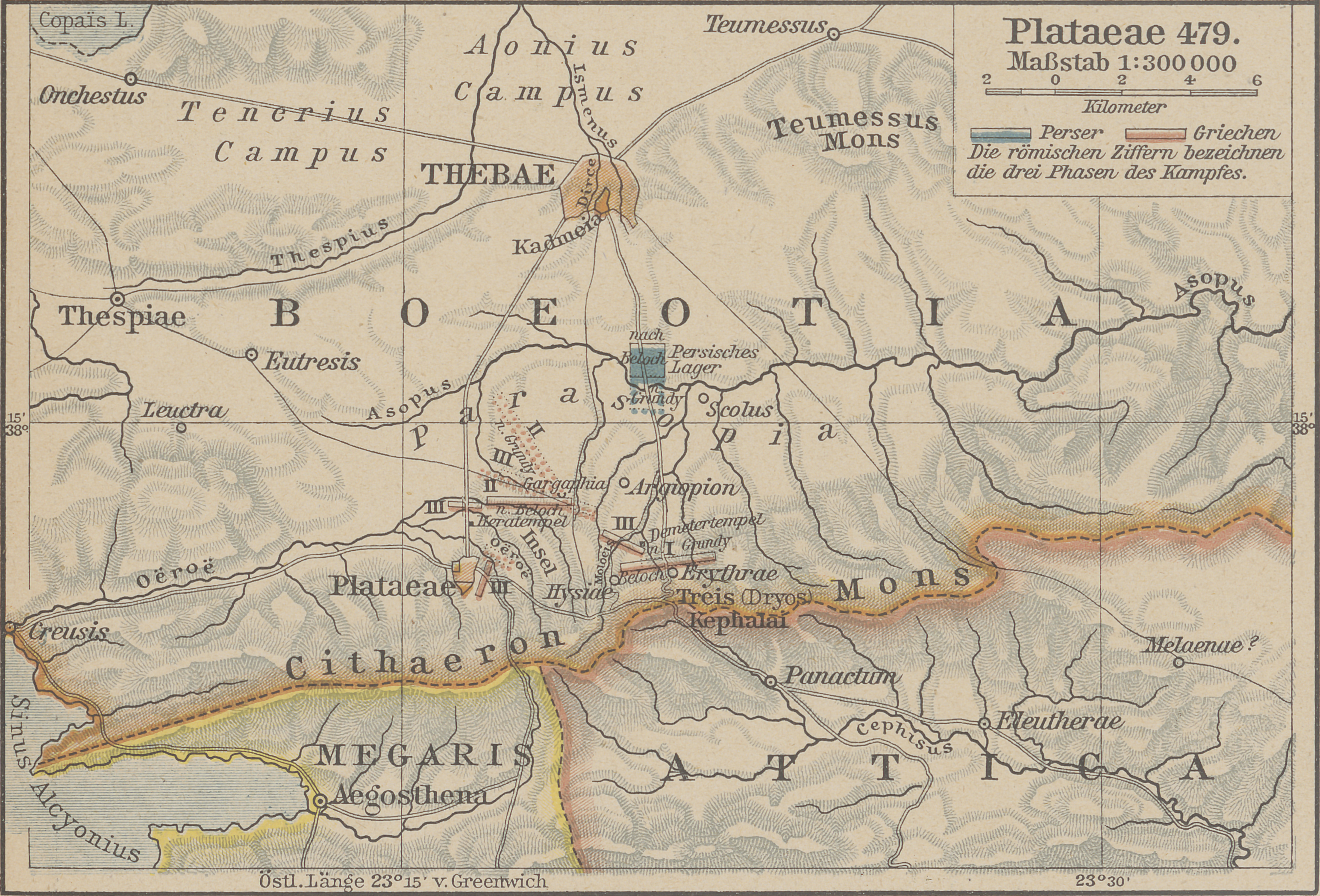
プラタイアの戦い（紀元前479年）

紀元前492年、アケメネス朝ペルシアのダレイオス1世は、ギリシアへの遠征を開始する（ペルシア戦争）。
マラトンの戦い（紀元前490年）では、プラタイアだけがアテナイの側に立って戦った。ヘロドトスは、他からの援軍を得られないままペルシャ遠征軍と対陣することとなったアテナイ人の絶望と恐怖を描写し、そこへアテナイの援軍としてプラタイア人が駆け付けたことを記す。プラタイアの軍勢は、将軍アリムネトスに率いられた「戦うことができる者すべて」（約1000人にのぼったと思われる）であった。アテナイは同盟国に感謝して左翼を任せた。戦後、プラタイアはアテナイと記念をともにし、アテナイの宗教的儀式やゲームなどでアテネの守護神の加護を祈ることが認められた。
紀元前479年には、プラタイアの地でプラタイアの戦いが行われた。この戦いでアテナイ・スパルタ・コリントスなどのギリシャ連合軍は、ペルシャとペルシャに味方するテーバイなどの諸都市の連合軍を打ち破った。この戦いによって、クセルクセス1世によって企てられたペルシアの二度目の侵入は撃退された。

### ペロポネソス戦争
トゥキディデスによれば、紀元前431年4月、闇夜と嵐に乗じて、300人のテーバイ兵がプラタイアに侵入した。これは2人のプラタイア市民の手引きによるもので、彼らはテーバイ兵が市の指導者を捕えるか殺害してテーバイとの同盟を迫るだろうと考えた。しかし、テーバイ側の指揮官たちは誰も傷つけずに、プラタイア側にテーバイとの同盟に同意するよう説得を始めた。プラタイア側の指導部はいったんこれを受け入れるものの、まもなく侵入者は少数であり、打ち負かすのはたやすいと考えを改めた。プラタイアの市民はテーバイ兵を攻撃した。テーバイ兵300人のうち約170人を殺害した。この攻撃は、女性や奴隷も参加した数少ないケースである。アテナイは、事態を伝えるプラタイアからの伝令に、テーバイの捕虜を殺さないよう伝えるべく送り返したものの時遅く、プラタイアでは激高した市民によって捕虜たちが全員殺された後であった。
トゥキディデスによれば、この数時間の出来事により、テーバイとボイオーティア同盟は兵力の12%を失ったという。アテナイはプラタイアを救援すべく軍を派遣した。プラタイアの女性や子供、兵役を務めることができない男性は、アッティカに避難した。テーバイによるプラタイアへの先制攻撃は、この後27年間続くペロポネソス戦争の起点の一つと見なされている。
紀元前429年夏、スパルタ王アルキダモス2世はペロポネソス同盟軍を率いてプラタイアに侵入し、収穫を奪った。プラタイアはスパルタに使者を送ってペルシャ戦争勝利の栄光を思い起こさせた。スパルタ人はプラタイアを「聖地」として保護し、プラタイアが独立の状態を保つことを認める一方、プラタイアに攻撃を加えない代わりに、プラタイアが中立を保つことを認める取り決めを結ぶことを提案した。プラタイアはアテナイとの協議の結果スパルタの提案を拒絶し、都市の防御を固めた。スパルタはただちにプラタイアを包囲し、さまざまな手段で攻めたが陥落させることはできなかった。スパルタ軍は都市を包囲する城壁を築き、必要な兵力を残して撤退した。
スパルタおよびテーバイによって包囲されたプラタイアでは、アテナイの援軍も望めない絶望的な状況の中で冬を越した。220人ほどが包囲を突破して脱出することも行っている。しかし、プラタイアでは物資が尽き、援軍も望めない中で、紀元前428年夏にスパルタに降伏した。スパルタは捕虜に対する「公正な裁判」を約束していたがこれは行われず、スパルタへの協力を拒否した200人ほどのプラタイア市民が殺害された。テーバイは都市をすべて破壊し、その廃材を用いてヘーラーを祀る神殿を建設した。
その後、紀元前381年に都市は再建された。

## 行政区画

### 旧自治体（ディモティキ・エノティタ）

ティーヴァ市（2011年以後）

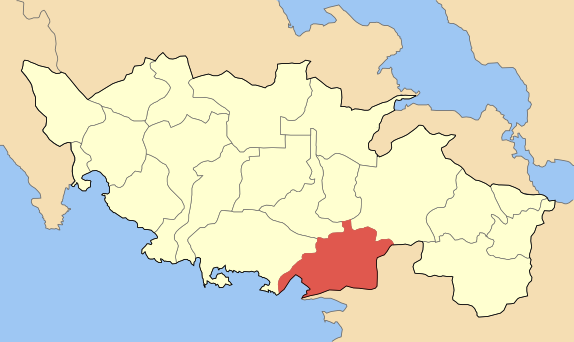
旧プラテア市（1999年 - 2010年）

プラテア地区（Δημοτική ενότητα Πλαταιών）は、ティーヴァ市を構成する行政区（ディモティキ・エノティタ）である。カリクラティス改革にともなう自治体統廃合（2011年1月施行）までは、ヴィオティア県に属する自治体・プラテア市（Δήμος Πλαταιών）であった。プラテア地区は以下のキノティタ（都市域・村落）および都市・集落から構成される。
表中の Δ.δ. は Δημοτικό διαμέρισμα の略であり、カポディストリアス改革による統廃合（1999年1月施行）以前の旧自治体に由来する区画である。[　]内は人口（2001年国勢調査）を示す。
| - Δ.δ. Καπαρελλίου カパレリ [ 1,683 ] - το Καπαρέλλι カパレリ [ 1,549 ] - ο Άγιος Βασίλειος アイオス・ヴァシリオス [ 119 ] - το Καλαμάκι カラマキ [ 15 ] - Δ.δ. Λεύκτρων レウクトラ [ 1,065 ] - τα Λεύκτρα レウクトラ [ 1,020 ] - η Παραλία Λιβαδόστρας [ 45 ] - Δ.δ. Λουτουφίου [ 334 ] - το Λουτούφιο [ 334 ] - Δ.δ. Μελισσοχωρίου メリソホリ [ 642 ] - το Μελισσοχώρι メリソホリ [ 642 ] - Δ.δ. Πλαταιών プラテア [ 991 ] - οι Πλαταιές プラテア [ 984 ] - η Μονή Αγίας Τριάδας [ 7 ] |